# دوچا
دوچا (به بلغاری: Docha) یک منطقهٔ مسکونی در بلغارستان است که در شهرستان دریانوو واقع شده‌است.